# Austin Clapp
Austin Clapp (né le 8 novembre 1910 et mort le 22 décembre 1971) est un nageur et poloïste américain. Lors des Jeux olympiques d'été de 1928 disputés à Amsterdam, il remporte la médaille d'or au relais 4 x 200 m nage libre, améliorant l'ancien record du monde et termine cinquième au 400 mètres nage libre. Aux Jeux olympiques de Los Angeles en 1932, il est sélectionné dans l'équipe américaine de water-polo et est médaillé de bronze.

## Palmarès
- médaille d'or au relais 4 x 200 m nage libre aux Jeux olympiques d'Amsterdam en 1928
- médaille de bronze en water-polo aux Jeux olympiques de Los Angeles en 1932